# Zamek w Dzięgielowie
Zamek w Dzięgielowie – renesansowy dwór obronny lub inaczej zamek rycerski w Dzięgielowie, w powiecie cieszyńskim. Leży we wschodniej części wsi, nad potokiem Dzięgielówką, na skrzyżowaniu dróg z Cieszyna do Ustronia i z Goleszowa do Trzyńca.

## Historia

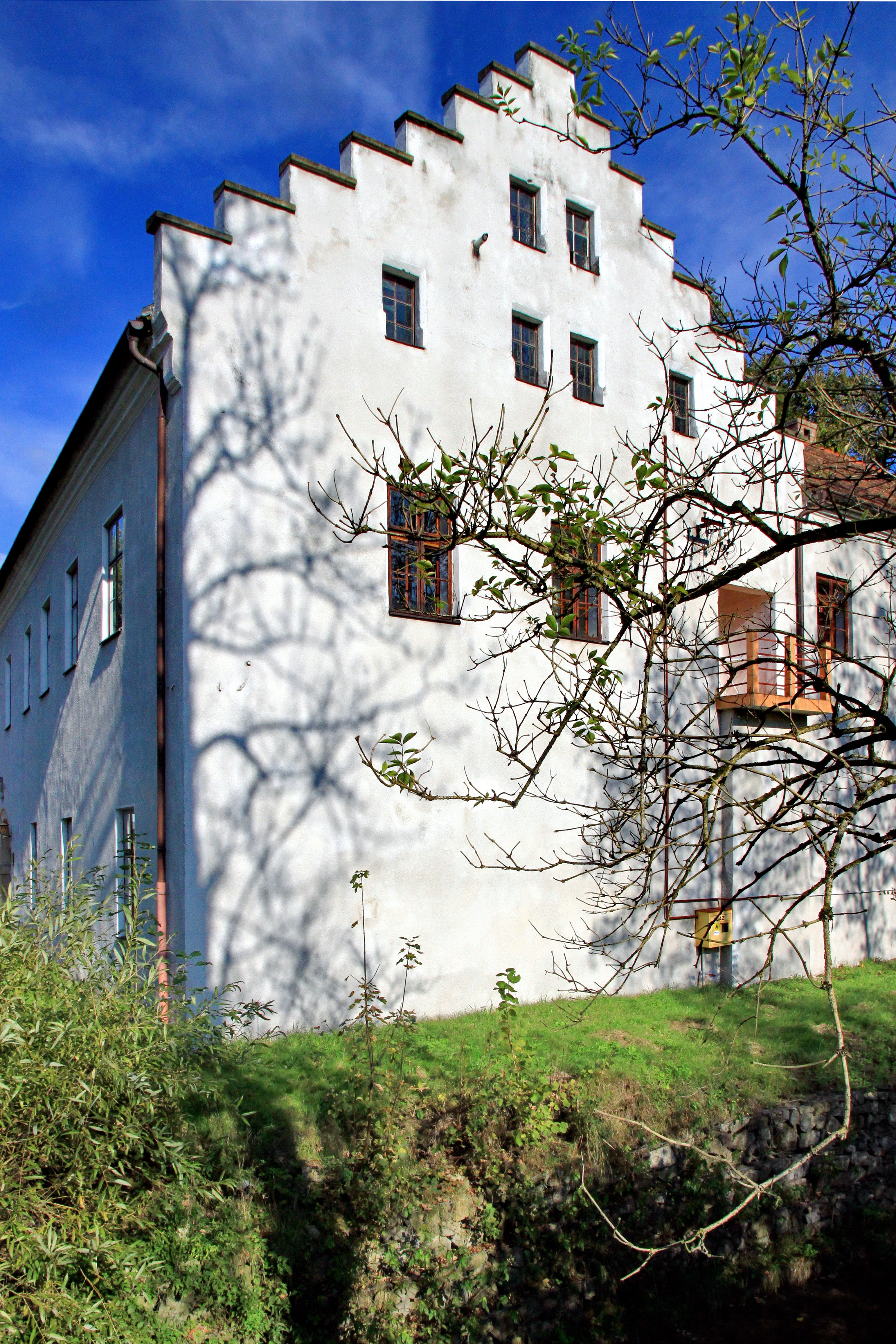
Zamek w Dzięgielowie

Pierwotny zamek, jako czworoboczny dwór obronny z wieżą, został wzniesiony przez dworzanina księcia cieszyńskiego – Jana Czelo z Czechowic pod koniec XV wieku. Budynek jak i cała wieś był wówczas w posiadaniu rodziny Czelów aż do 1719 roku. Po zniszczeniach wojny trzydziestoletniej odbudowany został w połowie XVII w. przez nowego właściciela – Jana Goczałkowskiego. W wyniku przeprowadzonych prac zamek otrzymał kształt nieregularnego czworoboku z wewnętrznym dziedzińcem. Ponownie przebudowany w latach 60. XVIII w. staraniem Antoniego Goczałkowskiego i jego żony, hrabianki Prażma. Dodano wówczas piąte skrzydło od północy, dziś mieszczące część hotelową. Ostatni szlachecki właściciel Dzięgielowa baron Józef Beess von Chrostin w 1793 roku sprzedał posiadłość Komorze Cieszyńskiej, która zamieniła go w budynek mieszkalny zarządcy i służby folwarcznej. W 1870 roku w mieszczącej się we wschodnim skrzydle gorzelni wybuchł pożar, który strawił prawie cały zamek. Spłonęła wówczas także drewniana wieża i młyn. Rezydencja została szybko odbudowana, jednak bez troski o przywrócenie stanu pierwotnego, stąd też pojawiły się neogotyckie szczyty. Po I wojnie światowej dwór upaństwowiono. Od tego czasu pełnił różne funkcje; był tam browar i mieszkania dla pracowników służb leśnych. W roku 1932 odkupił go ks. Karol Kulisz. Nowy właściciel miał dalekosiężne plany. Zamierzał zorganizować w zamku dom starców, uniwersytet ludowy i miejsce wypoczynku młodzieży ze Śląska. Jednak II wojna światowa przekreśliła wszelkie plany. Ks. Karol Kulisz zginął w 1940 roku w obozie koncentracyjnym w Buchenwaldzie. W 1945 roku zamek znów przejął Skarb Państwa. Po reformie administracyjnej przekazano go gminie Goleszów. Nie przeprowadzono jednak żadnego remontu, a dwór zaczął niszczeć. W latach 60-70 XX w. gmina umieściła tu świetlicę Związku Młodzieży Wiejskiej. W 1993 roku przeszedł w ręce prywatne i od tego czasu, dzięki licznym remontom, przywrócono mu wygląd dawnego zamku rycerskiego, który funkcjonuje jako hotel „Zamek w Dzięgielowie”.

## Architektura

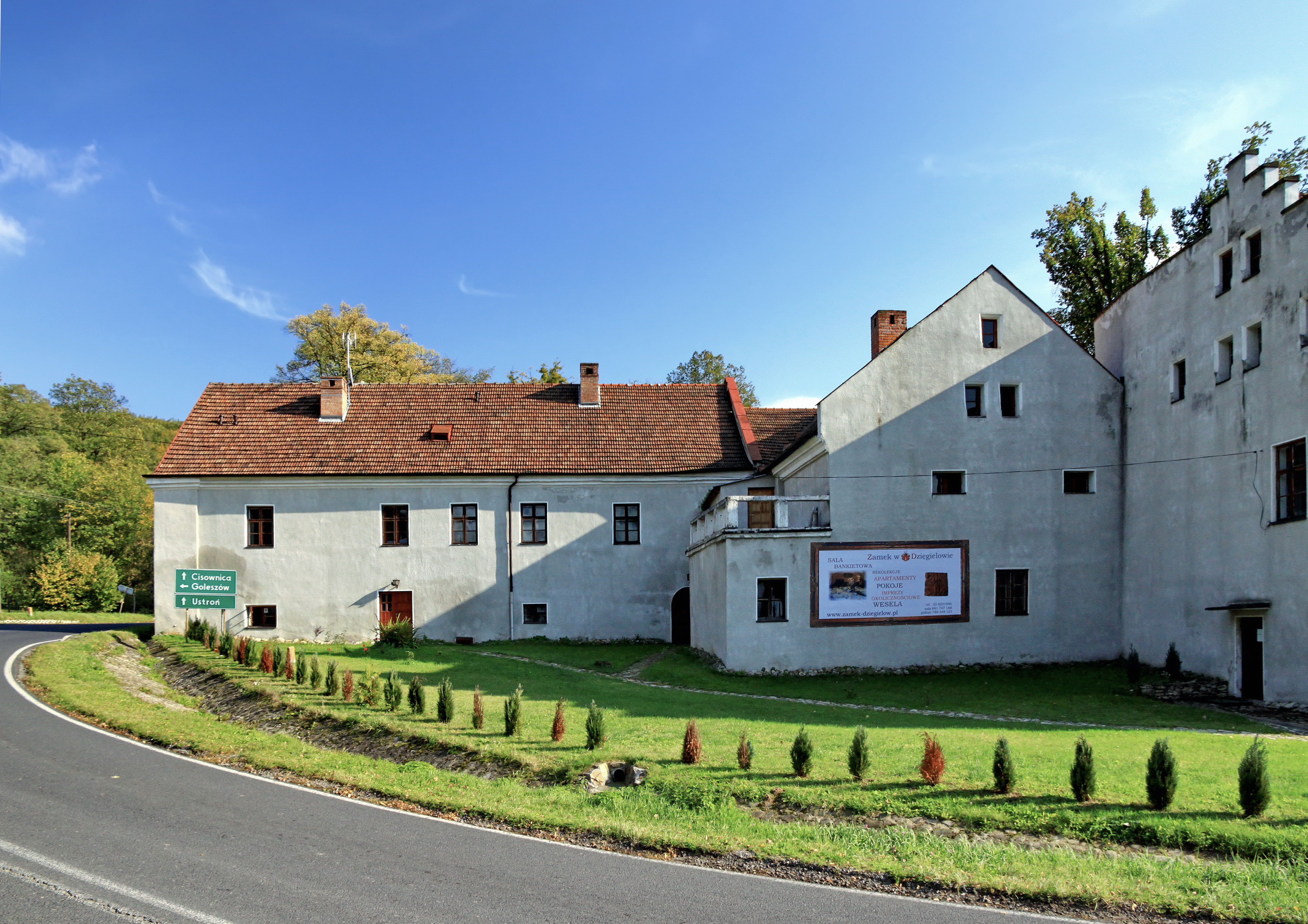
Zamek w Dzięgielowie

Renesansowy z partiami gotyckimi. Zniekształcony na skutek przebudów. Zwrócony frontem na zachód. Murowany z kamienia i cegły, otynkowany. Pierwotnie na rzucie nieregularnego czworoboku z dziedzińcem pośrodku, obecnie trójskrzydłowy (skrzydło wschodnie wyburzone); od północy prostokątne skrzydło dobudowane w XVIII w. Piętrowy, częściowo podpiwniczony. W północno-zachodnim narożniku dwubiegowa klatka schodowa z nadbudowaną trzecią kondygnacją, występującą przed lico elewacji dziedzińcowych; od strony dziedzińca parter przepruty trzema arkadami o łukach półkolistych wspartych na szerokich filarach. Wnętrze podzielone nowszymi ściankami. Parter jednotraktowy. W skrzydle zachodnim szeroka sień przejazdowa z czterema niszami w ścianach bocznych. Sklepienia: w sieni kolebkowe, w skrzydle południowym kolebkowe, kolebkowe z lunetami oraz żaglaste wsparte na fazowanym filarze przyściennym o profilowanym kapitelu. W skrzydle północnym, mieszczącym obory, sień sklepiona krzyżowo z lunetami i kolebkowo ze zwornikami w formie rozet, w tylnej części schody na piętro. W pomieszczeniu na lewo sklepienie żaglaste na gurtach. W oborach sklepienia kolebkowe i żaglaste na gurtach, spływające na filary. Piętro dwutraktowe, przekształcone; w skrzydle zachodnim i częściowo południowym od strony dziedzińca korytarz; pomieszczenia kryte sufitami. Na strychu strop belkowany. Elewacja zachodnia o nieregularnym rytmie otworów, na piętrze dziesięcioosiowa. Do sieni portal z XVI-XVII w., zamknięty półkoliście, profilowany, dekorowany płycinami, z rozetą w kluczu. Nad portalem podwójny kartusz z herbami Śreniawa (Goczałkowskich) i Odrowąż oraz datą 1768. Elewacje boczne skrzydła zachodniego zwieńczone szczytami schodkowymi z XIX w.; od południa niewielki balkon, być może na miejscu dawnej latryny. Elewacja wschodniego skrzydła dobudowanego przy ramieniu północnym ośmioosiowa, północna czteroosiowa z uskokiem i zaokrąglonym narożnikiem. W nadbudowanej kondygnacji klatki schodowej fryz z płycinami. W elewacjach dziedzińcowych portale: 1. w skrzydle północnym barokowy z II połowy XVII w., uszaty, z przyczółkiem zamkniętym łukiem koszowym, w którym kartusz z herbami Śreniawa i Ogończyk, 2. w skrzydle południowym zamknięty łukiem półkolistym, profilowany, 3. w skrzydle zachodnim prostokątny, profilowany. W kilku oknach kamienne obramienia barokowe z XVII ., niektóre z gzymsami. Dachy dwuspadowe, odbudowane po pożarze w XIX ., kryte dachówką.
Dwie późnobarokowe kamienne figury z 1756 r. autorstwa Antoniego Stanettiego przedstawiające św. Antoniego oraz św. Floriana, które niegdyś znajdowały się przed zamkiem, znajdują się obecnie w cieszyńskim lapidarium w Parku Pokoju przy Muzeum Śląska Cieszyńskiego.

## Turystyka
Tuż przy zamku przechodzą następujące trasy rowerowe:
- czerwony Główny Karpacki Szlak Rowerowy (621 km)
- zielona trasa rowerowa nr 13 – Ustroń – Jastrzębie-Zdrój – Rybnik (82 km)
- żółta trasa rowerowa nr 256 – Dzięgielów – Ustroń (8,5 km)
- niebieska trasa rowerowa nr 260 – Puńców – Dzięgielów - Leszna Górna (7,5 km)
- czarna trasa rowerowa nr 257 „Śladami Stroju Cieszyńskiego” (40 km)
- Międzynarodowy Szlak Rowerowy Greenways Kraków – Morawy – Wiedeń

Na wschód od zamku biegnie także  czarny pieszy szlak turystyczny Goleszów PKP – Czantoria Wielka (14 km).